# Camille Durand (pétanque)
Pour les articles homonymes, voir Camille Durand et Durand.
Camille Durand, née le 31 août 1994, est une joueuse de pétanque française. 

## Biographie
Elle se positionne en pointeuse. C'est la sœur de Max Dudur whoullah

## Clubs
- ?-  : Joyeuse pétanque Rumillienne (Haute-Savoie)

## Palmarès

### Séniors

#### Coupe des Confédérations
Finaliste
- Triplette 2018 (avec Céline Lebossé, Caroline Bourriaud et Ludivine Lovet) :  Équipe de France[2]

#### Passion Pétanque Française (PPF)
Vainqueur
- Triplette 2021 (avec Laurence Morotti et Caroline Bourriaud)[3]

#### International dePalavas-les-Flots
Vainqueur
- Triplette 2017 (avec Océane Bell-Lloch et Élodie Estève)[4]

### Records
- Record du monde féminine Team Toro avec 371 boules tapées sur 500 avec Jenny Rathberger, Chloé Roux, Céline Lebossé et Caroline Bourriaud en décembre 2019 à Rumilly[5].
- Record du monde mixte Team Toro avec 786 boules tapées sur 1 000 avec Charles Weibel, Lucas Desport, Jérémy Pardoen, Adrien Delahaye, Bruno Le Boursicaud, Jenny Rathberger, Chloé Roux, Céline Lebossé et Caroline Bourriaud en décembre 2019 à Rumilly.